# Аетије Амидски
Аетије Амидски (Грчки: Ἀέτιος Ἀμιδηνός; лат: Aëtius Amidenus; активан од окквирно средине 5. до средине 6. века) био је византијски грчки лекар и аутор у области медицине. Посебно се истицао по обиму своје ерудиције.
Године његовог рођења и смрти нису познате, али чини се да његови списи датирају с краја 5. или почетка 6. века.
Аетије је вероватно био хришћанин. Ако је тако, он би био међу првим забележеним грчким лекарима хришћанима.
Понекад га мешају са Аетијем, познатим аријанцем који је живео у време цара Јулијана.

## Живот
Био је етнички Грк, и родом из Амиде (данашњи Дијарбакир, Турска), града у Месопотамији, и студирао је у Александрији, која је била најпознатија медицинска школа тог доба.
Аетије помиње патријарха Кирила Александријског, који је умро 444. и Петра архијатра, вероватно лекара Теодориха Великог, кога описује као савременика, па се чини да је писао на самом крају 5. века или почетком 6. Њега цитира Александар од Трала, који је живео вероватно средином 6. века.
Аетије је путовао и посетио руднике бакра Соли, Кипар, Јерихон и Мртво море.
У неким рукописима он носи титулу komēs opsikiou (κόμης ὀψικίου), латински comes obsequii, што значи главни официр који се стара о цару.

## Дела
Он је вероватно први грчки писац медицинских радова међу хришћанима који даје било који пример урока и чаролија.
Написао је Шеснаест књига о медицини ( Βιβλία Ἰατρικά Ἑκκαίδεκα). Иако његово дело не садржи много оригиналних радова и у великој мери се базирао на раду Галена и Орибасијуса, оно је ипак један од највреднијих медицинских дела антике, јер је компилација радова многих аутора, који су били део Александријске библиотека, и који су одавно изгубљени.
У рукопису за књигу 8.13 реч ἀκμή (акме) је написано као ἀκνή, одакле је потекла модерна реч акне.
Забележено је да је развио мешавину за контрацепцију која се састоји од алоје, семенки цвећа, бибера и шафрана. Такође је познато да је развио смешу која изазива абортус, чији садржај није познат.